# 拉扎羅斯·赫里斯托祖洛普洛斯
拉扎罗斯·赫里斯托祖洛普洛斯（希臘語：Λάζαρος Χριστοδουλόπουλος；1986年12月19日—）是一位希臘足球運動員，在場上的位置是中場。他現在效力於希超球隊AEK雅典，曾效力意大利足球甲級聯賽球隊維羅納足球俱樂部。他也是希臘國家足球隊的一員。